# Horseshoe Mountain
Horseshoe Mountain är ett berg i Antarktis. Det ligger i Östantarktis. Australien gör anspråk på området. Toppen på Horseshoe Mountain är 2 514 meter över havet, eller 317 meter över den omgivande terrängen. Bredden vid basen är 4,9 km.
Terrängen runt Horseshoe Mountain är kuperad österut, men västerut är den platt. Trakten är obefolkad. Det finns inga samhällen i närheten.